# Pudahuel
Pudahuel est une commune du Chili, située dans la province et la région métropolitaine de Santiago. 

## Géographie

### Situation

Localisation de Pudahuel (en rouge) au sein de l'agglomération de Santiago.

La commune s'étend sur 197 km2 dans l'ouest de l'agglomération de Santiago. Seule l'extrémité orientale de son territoire est urbanisée, le reste s'étend sur les contreforts de la cordillère côtière. Elle est traversée par la route 68 qui relie Santiago à Valparaiso et Viña del Mar.
L'aéroport international Arturo-Merino-Benítez se situe sur le territoire de cette ville.

## Histoire
La commune est créée le 25 février 1897 sous le nom de Las Barrancas par un décret du président Federico Errázuriz Echaurren, en détachant des portions des communes de Maipú et Renca. Elle est rebaptisée Pudahuel par un décret-loi du 13 octobre 1975.

## Population et société

### Démographie
La population s'élevait à 225 509 habitants en 2012 et à 240 819 habitants en 2017.

## Politique et administration
La commune est dirigée par un maire et dix conseillers élus pour un mandat de quatre ans. Les dernières élections ont eu lieu les 26 et 27 octobre 2024.
| Période                                  | Période           | Identité             | Étiquette | Qualité |
| ---------------------------------------- | ----------------- | -------------------- | --------- | ------- |
| Les données manquantes sont à compléter. |                   |                      |           |         |
| 12 septembre 1985                        | 17 juillet 1989   | Patricio Melero (es) | UDI       |         |
| 18 juillet 1989                          | 26 septembre 1992 | María Suárez Montoya | Ind.      |         |
| 26 septembre 1992                        | 28 juin 2021      | Johnny Carrasco      | PS        |         |
| 28 juin 2021                             | en fonction       | Ítalo Bravo          | PI        |         |

## Jumelage
- Rubí (Espagne), depuis 1998[5].

## Transports
La commune est desservie par trois stations de la ligne 3 du métro de Santiago, ainsi que par le réseau d'autobus Red de l'agglomération de Santiago.